# Soul
El soul es un término adoptado para describir la música afroamericana en los Estados Unidos a medida que esta evolucionó entre las décadas de 1950 y 1970. También se lo considera simplemente como un término nuevo para el género musical conocido como Rhythm and blues (R&B). En este sentido, una generación de artistas reinterpretó los sonidos de los pioneros del R&B de la década de 1950: Bo Diddley, Chuck Berry, Little Richard, Ray Charles y Sam Cooke, cuya música encontró acogida entre la población blanca estadounidense y se transformó en el género rock and roll.
Al igual que otros géneros de música afroamericana, el soul no ha sido definido con precisión, varios de sus principales representantes fueron considerados también como figuras del blues, góspel o rock. Finalmente, en la década de 1960, el soul se estableció como fundamento del pop; sin embargo, en las dos décadas siguientes, su supremacía fue desbancada por el funk, la música disco, el electro, o el dance-rock.
Los ritmos pegadizos, acentuados por palmas y movimientos corporales espontáneos, son un importante elemento del soul. Otras características son la llamada y respuesta entre el solista y el coro, y un sonido vocal particularmente tenso. El género utiliza también, ocasionalmente, añadidos improvisados, giros y sonidos auxiliares.
La música soul dominó las listas estadounidenses de R&B en la década de 1960, y muchas grabaciones pasaron a las listas de pop en Estados Unidos, Gran Bretaña y otros países. En 1968, el género del soul empezó a fragmentarse. Algunos artistas de soul desarrollaron la música funk, mientras que otros cantantes y grupos desarrollaron variedades más elegantes, sofisticadas y, en algunos casos, con mayor conciencia política. Muchos artistas de soul ganaron popularidad debido al dominio de la música soul en las listas de R&B. Entre estos artistas se encontraban Ray Charles, James Brown y el grupo de soul the Temptations. A principios de la década de 1970, la música soul se había visto influida por el psicodélico y el rock progresivo, entre otros géneros, dando lugar al psicodélico y al soul progresivo. En Estados Unidos se vio el desarrollo del neo soul hacia 1994. También existen otros subgéneros y ramas de la música soul.
Los subgéneros clave del soul incluyen el estilo Motown, un estilo más pop-amistoso y rítmico; el deep soul y el southern soul, estilos de soul enérgicos que combinan R&B con sonidos de música gospel sureña; Memphis soul, un estilo brillante y sensual; New Orleans soul, que surgió del estilo rhythm and blues; Chicago soul, un sonido más ligero con influencias del gospel; Philadelphia soul, un exuberante sonido orquestal con voces inspiradas en el doo-wop; así como psychedelic soul, una mezcla de rock psicodélico y música soul.

## Historia

### Décadas de 1950 y 1960

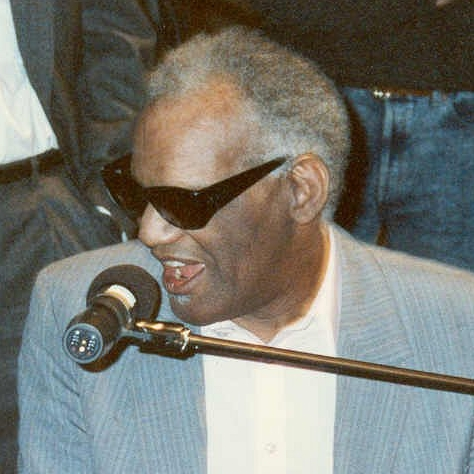
Ray Charles, reconocido como el Padre del Soul.

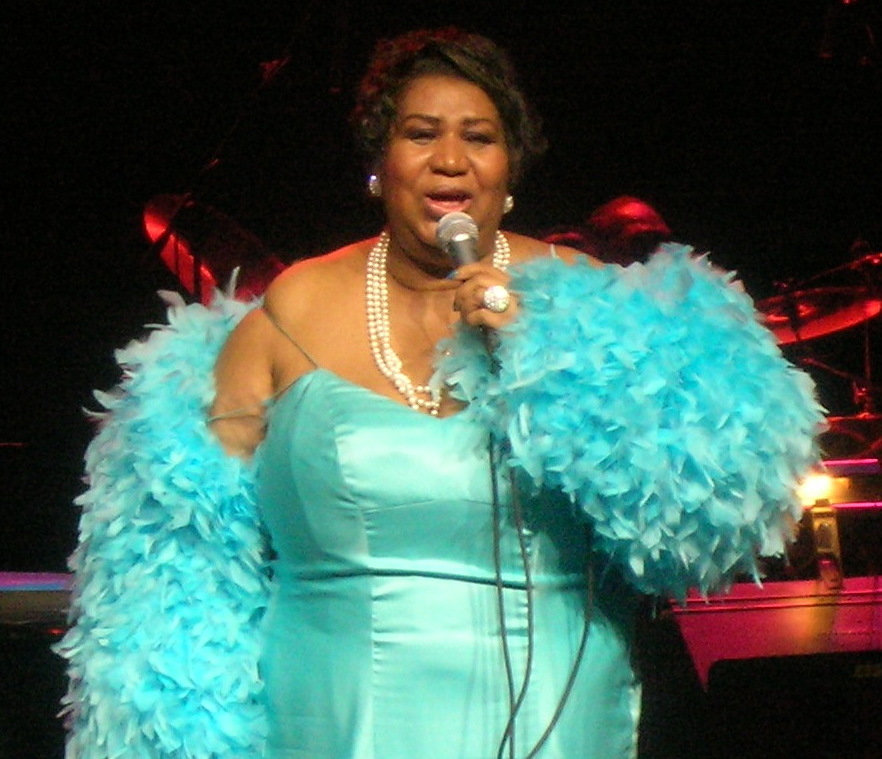
Aretha Franklin, conocida como la Reina del Soul.

Durante la Segunda Gran Migración Negra la cultura afroestadounidense comienza a ser aceptada por parte de la población blanca estadounidense. Actores negros como Sidney Poitier y Harry Belafonte se convierten en estrellas, y Dorothy Dandridge es nominada al Premio Oscar. En este contexto, Sam Cooke, Ray Charles, Otis Redding y James Brown son considerados comúnmente y a grandes rasgos como pioneros del género Soul. Incluso es frecuente encontrar citas que proclaman el góspel secularizado de "I Got A Woman" (1954, Atlantic Records) de Ray Charles como el primer tema soul de la historia.
En medio del movimiento por los derechos civiles en los Estados Unidos, marcado por líderes como Martin Luther King, floreció la conciencia racial y a la orden del día los disturbios callejeros. En medio de este entorno social, algunas de las grabaciones de Solomon Burke a finales de los años 1950 y principios de los años 1960 en Atlantic como "Cry to Me", "Just Out of Reach" y "Down in the Valley", codificaron el estilo del soul y le dieron algunas de sus bases. En Memphis, la compañía discográfica Stax comenzó a grabar a artistas como Otis Redding y Wilson Pickett. En 1965 Joe Tex grabó "The Love You Save" que dio un nuevo giro emotivo al estilo. Otro gran centro de grabación y creación del soul fue la ciudad de Florence (Alabama), gracias a los Fame Studios; donde trabajó a principios de los años 1960 gente como Percy Sledge, Arthur Alexander y Jimmy Hughes; y más tarde también Aretha Franklin. En estos estudios obtuvo gran fama la banda de grabación denominada Muscle Shoals, que mantenía también una estrecha relación con Stax. Otra importante discográfica que trabajó en Memphis fue Goldwax Records, propiedad de Quinton Claunch. En esta etiqueta estaban James Carr y O.V. Wright.
Además del valor de símbolo que adquiere la música soul en los Estados Unidos, el R&B es descubierto en Europa, lo que hace posible la aparición del blues británico y la “Invasión británica” liderada por The Beatles y The Rolling Stones. Por su parte, Billboard suprimió en 1964 todas las listas específicas para las músicas negras y creó un Top 40 estadounidense, lo que permitió al soul tomar el relevo del blues en medio de esta integración considerada alternativamente como una disolución.
El movimiento por los derechos civiles contó con la “revolución racial a través del soul”, donde se destacó la aparición del álbum de Aretha Franklin "I never loved a man the way I love you" en 1967, y sencillos de impacto considerable como "Respect". Durante este tiempo artistas de Stax como Eddie Floyd y Johnnie Taylor hicieron contribuciones considerables al soul, en un momento que el fenómeno Motown estaba en lo más alto con artistas como The Supremes, Gladys Knight & the Pips, The Temptations, Stevie Wonder o Marvin Gaye, y Atlantic seguía manteniendo en lo más alto a artistas como Ray Charles. En 1968 varios artistas entre los que se cuentan James Brown y Sly & The Family Stone empiezan a dar un nuevo sentido al soul; debido al asesinato de Martin Luther King, Jr. en abril de ese año, y la pérdida de aquellos ideales de revolución soul. En esta “era dorada del soul”, sus representantes añadieron dureza y mayor agresividad rítmica y sonora acorde a los tiempos que se vivían, dando paso al funk.

### Desde los años 1970

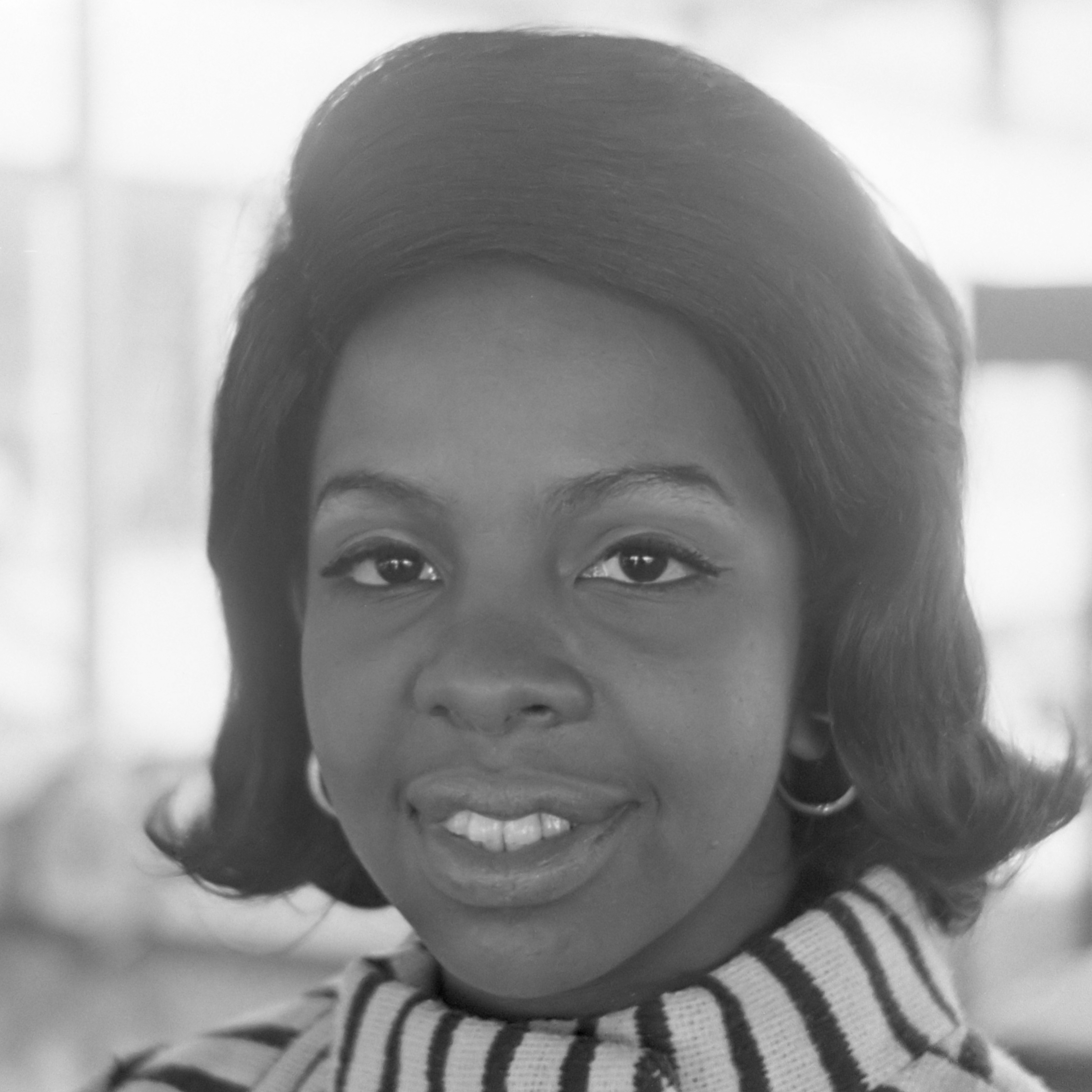
Gladys Knight, la Emperatriz del Soul.

La industria de la música afroamericana había crecido a pasos agigantados, y con ella la Industria del entretenimiento en general. Apareció entonces una nueva burguesía negra en los Estados Unidos y un fenómeno entre la población afroamericana en el que es común convertirse al islam, el cual también tiene consecuencias políticas, manifestadas en movimientos como la Nación del Islam. Al mismo tiempo, con la crisis del petróleo de 1973 había una especie de necesidad de diversión, motivo que puede explicar la popularidad en los medios de la música disco. De este acercamiento comercial hubo artistas como Parliament, Earth, Wind & Fire y otros, de tal forma que a finales de la década casi toda la música soul estaba invadida por la música disco.
Con la llegada de la década de 1970 el soul comienza a decaer y a renovarse, surgiendo nuevos estilos derivados. Cada vez empezaba a quedar menos de la esencia góspel, que sólo conservaban puramente artistas como The Staple Singers. Uno de los fenómenos musicales fue Al Green, que incluso con uno de sus temas creó un subgénero denominado quiet storm. Por este tiempo surgió también el retro soul, el soul sinfónico (Barry White) y el soul psicodélico (los Temptations desde "Psychedelic Shack" de 1967, Fifth Dimension, Stark Reality), a la par que de aquí derivaban estilos como el disco con artistas como Gloria Gaynor, Donna Summer e Isaac Hayes. Hi Récords continuó la tradición de Stax con cantantes como Syl Johnson. Dos de las representantes máximas de este tiempo fueron Roberta Flack y Minnie Riperton. Por su parte Berry Gordy y su discográfica Motown hacía crecer las carreras de Marvin Gaye, Diana Ross, The Jackson Five y Smokey Robinson.
Con la llegada de la década de 1980 la música disco empezó a decaer, y el soul resurgió en forma de retro soul y quiet storm antes de que sufriera otra metamorfosis. A mediados de la década se transformó en urban por la influencia del disco y el hip hop. En este tiempo triunfaron artistas como Michael Jackson, Chaka Khan, Sade, Shalamar que tenían un estilo que combinaba el soul o funk con el Eurodisco de la década de 1980, pero surgieron dentro del urban otros que daban un nuevo sonido al soul, como Whitney Houston, Babyface, New Edition o Janet Jackson. Pero también las viejas glorias del soul como Stevie Wonder o Aretha Franklin quien relanzó su carrera bajo el auspicio del productor Clive Davis.
En la década de 1990 el urban derivó en el Rhythm and blues contemporáneo, que a finales de la década tomaría un giro hacia sus raíces dando lugar al hip hop soul (cuya inicial transición fue el New Jack Swing del ex New Edition Bobby Brown, Bell Biv Devoe. Más recientemente se ha desarrollado el neo soul que con un sonido más puro está representado por numerosos artistas.